# Conchyliurus bombasticus
Conchyliurus bombasticus is een eenoogkreeftjessoort uit de familie van de Clausidiidae. De wetenschappelijke naam van de soort is voor het eerst geldig gepubliceerd in 1961 door Reddiah.